# Girlschool
Girlschool je britská ženská hudební skupina založená roku 1978 v Londýně řazená do Nové vlny britského heavy metalu. Jde o nejdéle hrající "celoženskou" skupinu - na scéně působí více než 35 let.
Kořeny Girlschool sahají do roku 1975, kdy začaly hrát pod názvem Painted Lady. Skupina dosáhla největší popularity na začátku 80. let v Evropě a v rodné Anglii.

## Složení
- Tracey Lamb (1987-1991, 1993-2000, 2019–), basová kytara
- Kim McAuliffe (1978-) - kytara, zpěv
- Jackie Chambers (2000-) - kytara
- Denise Dufort (1978-) - bicí

### Bývalé členky
- Enid Williams (1978-1982, 2000-2019) - basová kytara, zpěv
- Gil Weston Jones (1982-1987), basová kytara
- Jackie Carrera (1992), basová kytara
- Kelly Johnson (1978-1983, 1993-2000), kytara
- Cristina Bonacci (1983-1992), kytara
- Jackie Bodimead (1984-1985), zpěv

## Diskografie

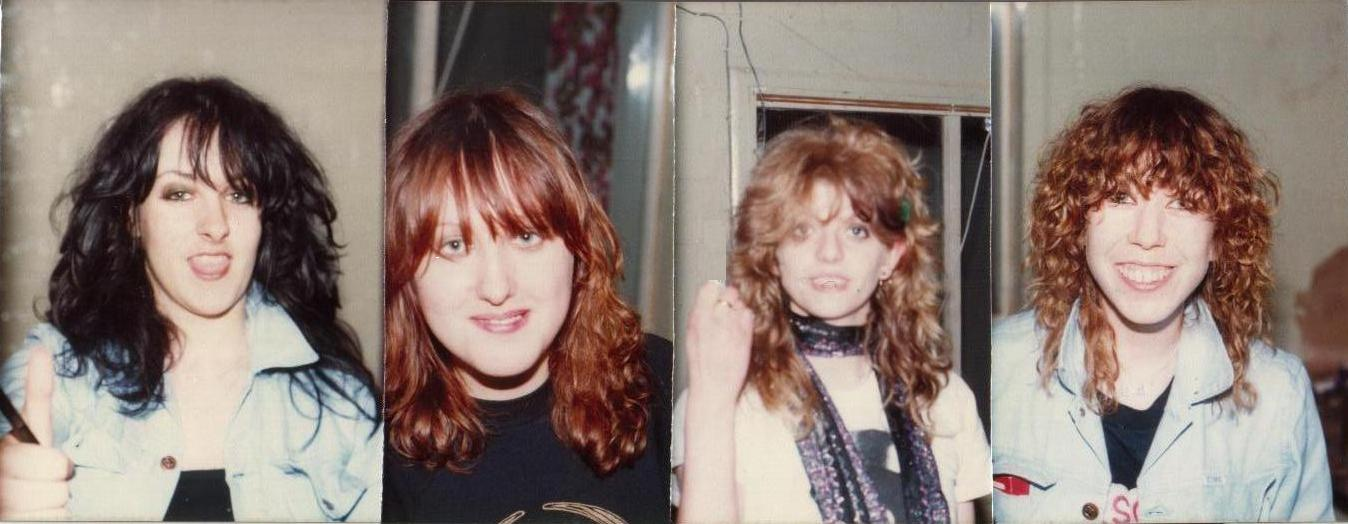
Klasická sestava, 1981

### Studiová alba
- 1980 - Demolition (Bronze) UK # 28
- 1981 - St. Valentýn Massacre EP (Bronze) UK # 5
- 1981 - Hit and Run (Bronze) UK # 5
- 1982 - Screaming Blue Murder (Bronze) UK # 27
- 1983 - Play Dirty (Bronze) UK # 66
- 1984 - Running Wild
- 1986 - Nightmare at Maple Cross
- 1988 - Take a Bite
- 1992 - Girlschool
- 2002 - Not That Innocent: 21st Anniversary
- 2002 - Very best of Girlschool
- 2004 - Believe
- 2008 - Legacy
- 2011 - Hit and Run - Revisited
- 2015 - Guilty as Sin

### Koncertní alba
- 1996 - Girlschool Live
- 1996 - Girlschool Live: King Biscuit Flower Hour
- 2000 - Race With The Devil Live